# 더 모멘트 오브 트루스
《더 모멘트 오브 트루스》(The Moment of Truth)는 미국의 텔레비전 게임 쇼로, 콜롬비아 게임 쇼 《Nada más que la verdad》를 바탕으로 제작한 것이다. 참가자는 불쾌하고 당황스러울만한 질문 21개에 답해야하며, 모두 답을 했을 경우 큰 상금을 얻는다. 거짓말을 하든 진실을 말하든 상관은 없으며, 질문에 모두 답만하면 된다. 폭스에서 마크 L. 월버그가 진행하였으며, 2008년 1월 24일 방송이 시작되어 2009년 8월 8일까지 방영되었다.
대한민국에서는 QTV에서 《The Moment of Truth KOREA》라는 이름으로 방영되었다. 2009년 7월 11일부터 9월 12일까지 시즌 1이, 2010년 1월 9일부터 3월 27일까지 시즌 2가 방영되었으며, 김구라가 진행하였다.